# 品川彌二郎
品川彌二郎（日语：品川 弥二郎，1843年11月20日—1900年2月26日），名省吾、彌吉，諱日孜，字思父，通稱彌二郎，號扇洲、尊攘堂主人，別名橋本八郎、松本清熊等，日本長門國（今山口縣）人。明治時代政治人物，正二位勳一等子爵。

## 生平
品川在天保十四年（1843年）和曆九月二十九日出生於長門國阿武郡椿郷東分村（今山口縣萩市），為足輕品川彌市右衛門長男。安政四年（1857年）進入松下村塾就讀，拜吉田松陰為師，吉田曾形容其個性「溫直敦樸」。安政大獄結束後脫藩，努力朝尊皇攘夷運動奔走，文久二年（1862年）曾參與英國公使館縱火事件。元治元年（1864年），禁門之變爆發，品川彌二郎以八幡隊隊長的身分參戰，但戰敗回藩，後與御堀耕助等人組織御楯隊。慶應元年（1865年）化名橋本八郎，秘密潛入薩摩藩邸，與藩主島津忠義會面，打探幕府消息。戊辰戰爭期間，擔任奥羽鎮撫總督參謀、整武隊参謀等職。慶應三年（1867年）十月六日，岩倉具視於中御門經之的住宅中委託品川彌二郎與大久保利通製造錦旗以聲援新政府軍，該錦旗由玉松真弘所設計，一半在京都薩摩藩邸中製造，一半由品川於長州製造，如今在山口還留有錦旗製作所遺跡。該錦旗於1868年一月鳥羽伏見之戰爆發時，在薩摩藩的大本營東寺中升起。1869年12月9日，擔任彈正少忠，但在1870年6月被免官。
同年8月，奉命赴歐洲視察普法戰爭，輾轉留學於英國、德國兩地。戰事結束後繼續留在德國生活6年，期間曾於德國大使館工作，1876年3月返回日本。回國後，曾先後擔任内務大臣、内務大書記官、內務少輔等職，並於同年12月敘勳四等。1880年5月敘正五位，1881年4月擔任農商務少輔，並於翌年6月擔任農商務大輔，同年敘從四位。1884年7月，被列為華族，特授子爵，1885年9月，獲德意志帝國皇帝贈與王冠，並配授第二等勳章，後擔任駐德大使、宮中顧問官、樞密顧問官、皇室經濟顧問官等職。1891年6月第1次松方内閣時擔任内務大臣，但在翌年2月因選舉干涉事件而下台。
品川彌二郎曾與好友平田東助兩人草擬「信用組合法案」，並合著有信用組合提要專書，以提倡合作事業。之後與平田東助再度草擬「產業組合法案」，此法案於1899年由議會正式通過，於是有「殖產興業之神」之稱。
1900年，品川因流行性感冒併發肺炎而病逝，享年56歲。

## 軼事
- 品川彌二郎是戊辰戰爭時的軍歌親王親王御馬前（又被稱作為トコトンヤレ節）的作詞者，此歌在當時非常熱門，也被認定為日本史上最早的現代軍歌。歌名中的「親王」是指當時的新政府總裁兼東征大總督有栖川宮熾仁親王[15]。

- 1887年，品川彌二郎繼承吉田松陰的遺願，於京都高倉通錦小路建造一棟別墅，取名為「尊攘堂（日语：尊攘堂）」。該堂奉祀明治維新前的勤王志士，並收藏志士殉難之史料、遺墨、遺物，也舉辦祭祀活動，開放民眾參拜，亦可觀賞館內收藏[16][17]。

- 據說日本產業組合法通過時，品川身患重病，奄奄一息，聽到法案通過的消息時含笑而逝[11]。

## 爭議

### 選舉干涉事件
1892年的第2屆日本眾議院議員總選舉中，品川彌二郎與次官白根專一出動全日本警察強行干涉選舉進行，並動用公款賄選，結果全日本到處都有抗議事件，政府出動軍隊鎮壓，造成25人死亡，388人受傷。最後品川彌二郎辭職內相的官職，才使事件落幕。
| 地區     | 死者人數 | 傷者人數 |
| -------- | -------- | -------- |
| 高知縣   | 10人     | 66人     |
| 佐賀縣   | 8人      | 92人     |
| 福岡市   | 3人      | 65人     |
| 石川縣   | 2人      | 64人     |
| 熊本縣   | 1人      | 37人     |
| 其他縣市 | 未統計   |          |
| 總計     | 25人     | 388人    |

## 銅像

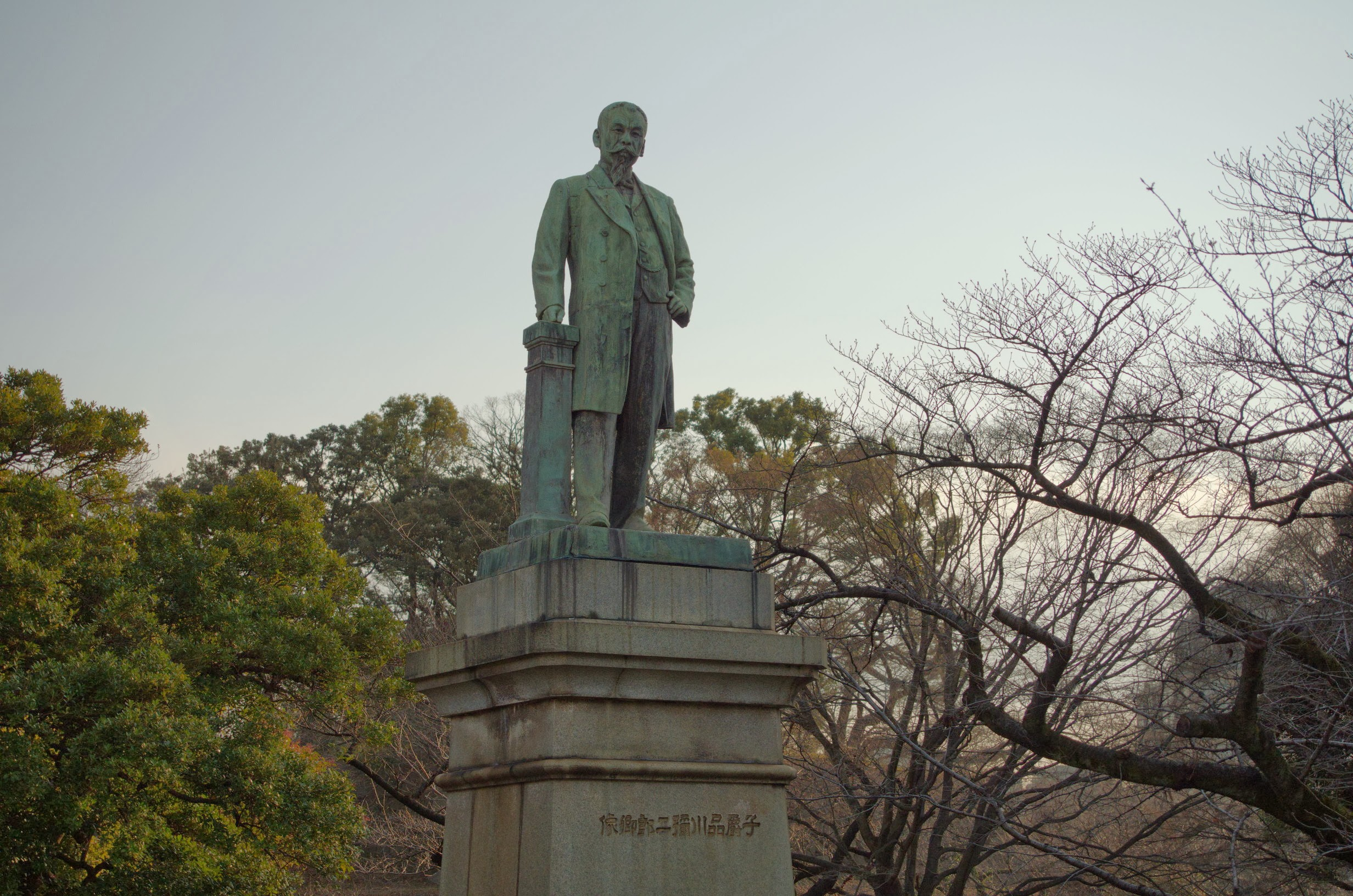
位於東京都千代田區的品川彌二郎銅像

東京都千代田區九段坂立有一尊品川彌二郎之銅像。該銅像是品川彌二郎死後由侯爵西鄉從道發起設立，由本山白雲、平塚駒次郎鑄造，自1904年5月開工，1907年8月竣工，同年12月舉行除幕式。

## 外部連結
- 親王親王御馬前 （页面存档备份，存于）